# Sci alpino ai XX Giochi olimpici invernali - Slalom speciale femminile
Tra le competizioni dello sci alpino ai XX Giochi olimpici invernali di Torino 2006 lo slalom speciale femminile si disputò mercoledì 22 febbraio a Sestriere Colle di Sestriere; la svedese Anja Pärson vinse la medaglia d'oro, le austriache Nicole Hosp e Marlies Schild rispettivamente quella d'argento e quella di bronzo.
Detentrice uscente del titolo era la croata Janica Kostelić, che aveva vinto la gara dei XIX Giochi olimpici invernali di Salt Lake City 2002 disputata sul tracciato di Deer Valley precedendo la francese Laure Pequegnot (medaglia d'argento) e la Pärson (medaglia di bronzo); la Kostelić era anche la campionessa mondiale in carica, avendo vinto a Bormio/Santa Caterina Valfurva 2005 davanti alla finlandese Tanja Poutiainen e alla ceca Šárka Záhrobská.

## Risultati
| Pos. | Atleta                     | Nazione              | Tempo 1ª manche | Tempo 2ª manche | Tempo totale | Distacco |
| ---- | -------------------------- | -------------------- | --------------- | --------------- | ------------ | -------- |
| 1    | Anja Pärson                | Svezia               | 42,38           | 46,66           | 1:29,04      |          |
| 2    | Nicole Hosp                | Austria              | 42,83           | 46,50           | 1:29,33      | +0,29    |
| 3    | Marlies Schild             | Austria              | 43,09           | 46,70           | 1:29,79      | +0,75    |
| 4    | Janica Kostelić            | Croazia              | 43,07           | 46,87           | 1:29,94      | +0,90    |
| 5    | Michaela Kirchgasser       | Austria              | 42,97           | 47,31           | 1:30,28      | +1,24    |
| 6    | Tanja Poutiainen           | Finlandia            | 43,05           | 47,74           | 1:30,79      | +1,75    |
| 7    | Annemarie Gerg             | Germania             | 43,37           | 47,52           | 1:30,89      | +1,85    |
| 8    | Therese Borssén            | Svezia               | 43,21           | 47,87           | 1:31,08      | +2,04    |
| 8    | Chiara Costazza            | Italia               | 44,15           | 46,93           | 1:31,08      | +2,04    |
| 10   | Sarah Schleper             | Stati Uniti          | 43,61           | 47,77           | 1:31,38      | +2,34    |
| 11   | Florine de Leymarie        | Francia              | 43,40           | 47,99           | 1:31,39      | +2,35    |
| 12   | Resi Stiegler              | Stati Uniti          | 44,15           | 47,33           | 1:31,48      | +2,44    |
| 13   | Šárka Záhrobská            | Rep. Ceca            | 43,52           | 48,03           | 1:31,55      | +2,51    |
| 14   | Lindsey Vonn               | Stati Uniti          | 43,92           | 47,66           | 1:31,58      | +2,54    |
| 15   | Ana Jelušić                | Croazia              | 43,42           | 48,36           | 1:31,78      | +2,74    |
| 16   | Monika Bergmann            | Germania             | 43,48           | 48,36           | 1:31,84      | +2,80    |
| 17   | Brigitte Acton             | Canada               | 44,75           | 47,15           | 1:31,90      | +2,86    |
| 18   | Anna Ottosson              | Svezia               | 44,09           | 47,99           | 1:32,08      | +3,04    |
| 19   | Manuela Mölgg              | Italia               | 43,59           | 48,58           | 1:32,17      | +3,13    |
| 20   | Henna Raita                | Finlandia            | 44,29           | 48,04           | 1:32,33      | +3,29    |
| 21   | Maria Pietilä Holmner      | Svezia               | 44,16           | 48,31           | 1:32,47      | +3,43    |
| 22   | Veronika Zuzulová          | Slovacchia           | 44,53           | 48,00           | 1:32,53      | +3,49    |
| 23   | Nika Fleiss                | Croazia              | 44,31           | 48,30           | 1:32,61      | +3,57    |
| 24   | Annalisa Ceresa            | Italia               | 44,55           | 48,22           | 1:32,77      | +3,73    |
| 25   | Ana Kobal                  | Slovenia             | 44,36           | 48,53           | 1:32,89      | +3,85    |
| 26   | Vanessa Vidal              | Francia              | 44,49           | 48,48           | 1:32,97      | +3,93    |
| 27   | Mizue Hoshi                | Giappone             | 45,35           | 48,03           | 1:33,38      | +4,34    |
| 28   | Eva Kurfürstová            | Rep. Ceca            | 45,03           | 48,44           | 1:33,47      | +4,43    |
| 29   | Noriyo Hiroi               | Giappone             | 44,74           | 48,85           | 1:33,59      | +4,55    |
| 30   | Katarzyna Karasińska       | Polonia              | 45,41           | 48,89           | 1:34,30      | +5,26    |
| 31   | Mojca Rataj                | Bosnia ed Erzegovina | 45,34           | 49,03           | 1:34,37      | +5,33    |
| 32   | Jessica Walter             | Liechtenstein        | 45,37           | 49,73           | 1:35,10      | +6,06    |
| 33   | Alexandra Coletti          | Monaco               | 45,38           | 50,58           | 1:35,96      | +6,92    |
| 34   | Anne-Sophie Barthet        | Francia              | 46,28           | 50,38           | 1:36,66      | +7,62    |
| 35   | Nicola Campbell            | Nuova Zelanda        | 45,90           | 50,92           | 1:36,82      | +7,78    |
| 36   | Macarena Simari Birkner    | Argentina            | 45,90           | 51,17           | 1:37,07      | +8,03    |
| 37   | María Belén Simari Birkner | Argentina            | 46,35           | 51,26           | 1:37,61      | +8,57    |
| 38   | Mami Sekizuka              | Giappone             | 47,22           | 50,50           | 1:37,72      | +8,68    |
| 39   | Chirine Njeim              | Libano               | 47,24           | 51,90           | 1:39,14      | +10,10   |
| 40   | Erika McLeod               | Nuova Zelanda        | 47,96           | 52,61           | 1:40,57      | +11,53   |
| 41   | O Jae-eun                  | Corea del Sud        | 48,07           | 53,77           | 1:41,84      | +12,80   |
| 42   | Kirsten McGarry            | Irlanda              | 49,64           | 52,79           | 1:42,43      | +13,39   |
| 43   | Jelena Lolović             | Serbia e Montenegro  | 46,44           | 56,36           | 1:42,80      | +13,76   |
| 44   | Tiiu Nurmberg              | Estonia              | 48,77           | 54,21           | 1:42,98      | +13,94   |
| 45   | Julija Siparenko           | Ucraina              | 50,31           | 52,95           | 1:43,26      | +14,22   |
| 46   | Marija Trmčić              | Serbia e Montenegro  | 49,47           | 53,99           | 1:43,46      | +14,42   |
| 47   | Vera Eremenko              | Kazakistan           | 50,73           | 55,27           | 1:46,00      | +16,96   |
| 48   | Ivana Ivčevska             | Macedonia            | 52,40           | 57,73           | 1:50,13      | +21,09   |
| 49   | Réka Tuss                  | Ungheria             | 53,76           | 57,83           | 1:51,59      | +22,55   |
| 50   | Dong Jinzhi                | Cina                 | 55,40           | 58,66           | 1:54,06      | +25,02   |
| 51   | Neha Ahuja                 | India                | 55,45           | 1:00,71         | 1:56,16      | +27,12   |
|      | Lucie Hrstková             | Rep. Ceca            | 46,45           | DNF             |              |          |
|      | Maria Kirkova              | Bulgaria             | 46,58           | DNF             |              |          |
|      | Kristina Koznick           | Stati Uniti          | 45,72           | DNS             |              |          |
|      | Martina Ertl               | Germania             | DNF             |                 |              |          |
|      | Daniela Merighetti         | Italia               | DNF             |                 |              |          |
|      | Petra Zakouřilová          | Rep. Ceca            | DNF             |                 |              |          |
|      | Soňa Maculová              | Slovacchia           | DNF             |                 |              |          |
|      | Matea Ferk                 | Croazia              | DNF             |                 |              |          |
|      | Eva Hučková                | Slovacchia           | DNF             |                 |              |          |
|      | Duygu Ulusoy               | Turchia              | DNF             |                 |              |          |
|      | Kathrin Zettel             | Austria              | DSQ             |                 |              |          |
|      | Laure Pequegnot            | Francia              | DSQ             |                 |              |          |
|      | Magdalini Kalomirou        | Grecia               | DSQ             |                 |              |          |

Legenda:

DNF = prova non completata

DSQ = squalificata

DNS = non partita

Pos. = posizione
1ª manche:

Ore: 14.45 (UTC+1)

Pista: Giovanni Alberto Agnelli

Partenza: 2 210 m s.l.m.

Arrivo: 2 030 m s.l.m.

Dislivello: 180 m

Porte: 50

Tracciatore: Philippe Martin (Francia)
2ª manche:

Ore: 17.45 (UTC+1)

Pista: Giovanni Alberto Agnelli

Partenza: 2 210 m s.l.m.

Arrivo: 2 030 m s.l.m.

Dislivello: 180 m

Porte: 51

Tracciatore: Bernd Brunner (Austria)